# ステーションATM

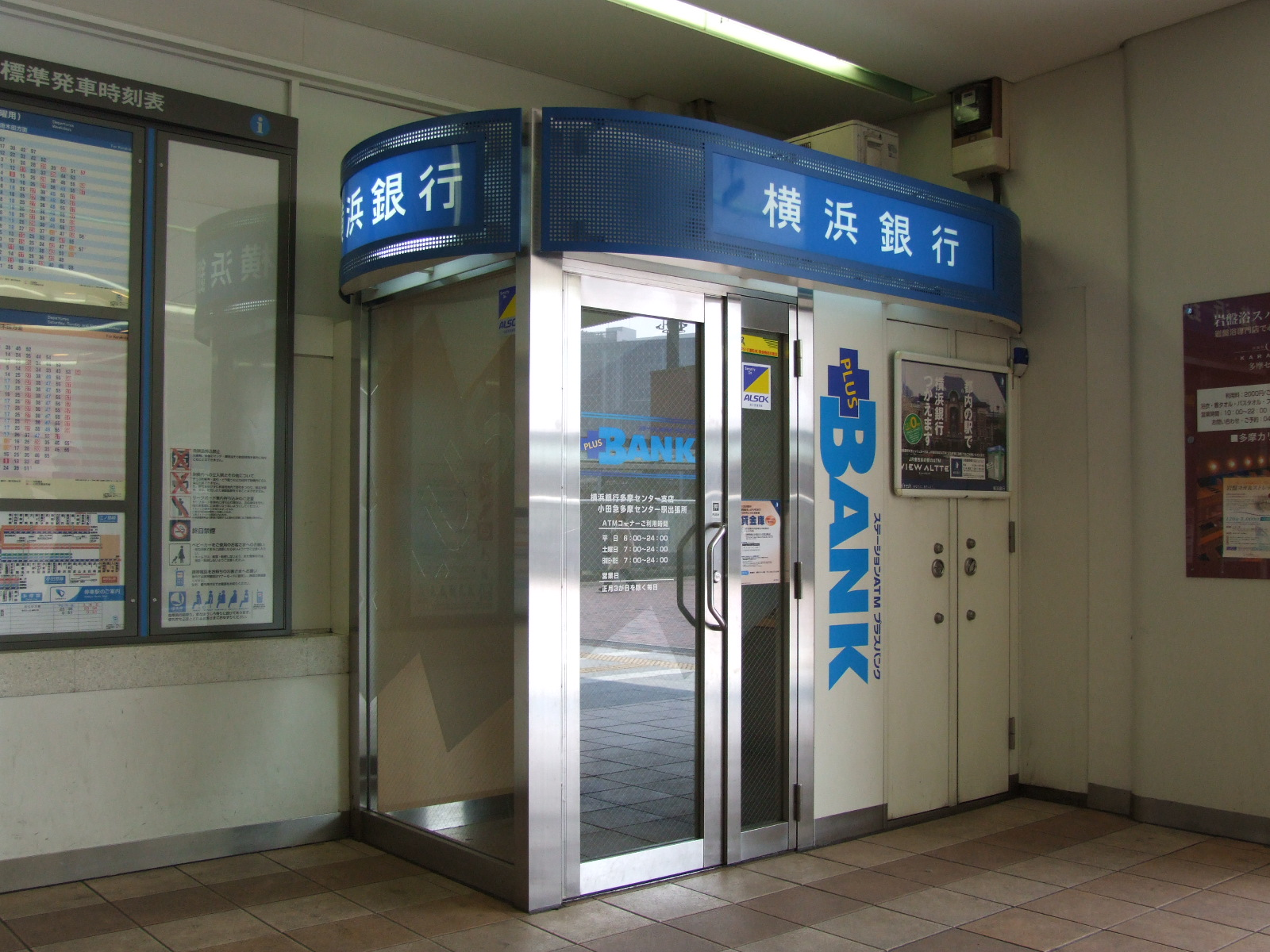
横浜銀行が小田急線各駅に設置した「ステーションATM プラスバンク」

ステーションATM（ステーションエーティーエム）とは、駅に設置されている現金自動預け払い機（ATM）である。

## 概要
ステーションATMは、鉄道会社が都市銀行などと提携して設置しているATMサービスのことである。現在、日本では銀行と鉄道事業者の駅施設を使用したATMの設置が、21世紀に入ってからのボーダレスな環境によって進展している。
日本国内で最初に導入されたのは2000年頃に阪急電鉄に導入されたPatsatとされる。
2004年1月19日、東日本旅客鉄道（JR東日本）は郵便貯金(提携当時は日本郵政公社が運営。現在はゆうちょ銀行に継承)と提携して、預金引出と残高照会のサービスを開始した。なお、JR東日本は当時自社で発行していたビューカードのATMであるビューアルッテに銀行カードの取り扱いを加えた方式をとっている。そのため、現在でも提携金融機関のキャッシュカードと提携クレジットカードしか使えない（詳細は、ビューアルッテを参照）。
2005年4月1日、小田急電鉄は横浜銀行と提携して、ステーションATMプラスバンクというATMサービスを開始した。なお、小田急電鉄は日本の鉄道事業者では初めて全駅にATMを設置している。小田急電鉄では横浜銀行と提携することによって、横浜銀行では店舗を減らし経費削減を可能とするのと同時に、小田急電鉄全駅に設置することにより営業エリアを拡大させるという双方のメリットを発揮している。これに追従し、他の鉄道事業者も動きだしたが全駅設置にはまだ至ってはいない。
また、他の鉄道事業者では、当初は鉄道事業者と提携している銀行及びそれ以外の地元銀行や近隣県域の銀行や他行カード引出手数料無料のATMなどが設置されていたが、現在では、前述のPatsatなどのような共同ATMや、セブン銀行及びイオン銀行といったコンビニATMを設置する鉄道事業者が多くなった。また、駅構内の売店をコンビニエンスストアに転換することによって、入居するコンビニエンスストアで導入しているコンビニATMを設置することで駅のATMコーナーとする事がある（京浜急行電鉄・新京成電鉄など）。
また、ビューアルッテではビューカードでのSuicaチャージ、セブン銀行ATMではPiTaPaを除く交通系ICカード全国相互利用サービスに参加する交通系ICカード（Suica・PASMO・ICOCAなど）への現金チャージが可能になるなどの利便性が向上している。
設置されているATMについては、各鉄道事業者のホームページ内の駅情報において、設置されている駅においては、どのATMが設置されているか、もしくは設置されていないかを、参照して頂きたい。

## 提携ステーションATM

### 北海道地区

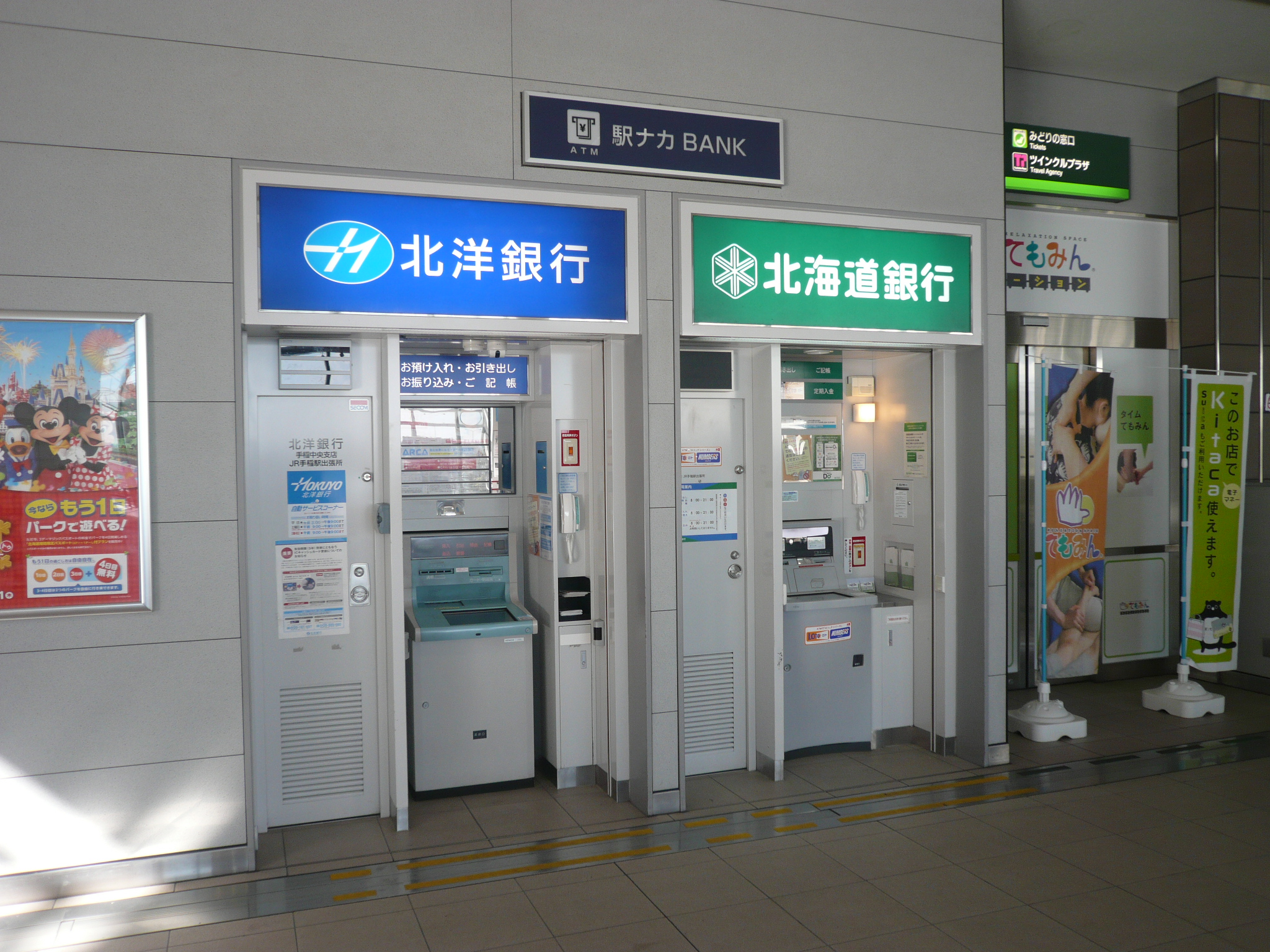
駅ナカBANK（手稲駅）

- 北海道旅客鉄道（JR北海道）：北洋銀行（ほくよう駅ナカBANK）・北海道銀行（駅ナカBANK）・ビューアルッテ・ゆうちょ銀行・セブン銀行[5]・みずほ銀行
- 札幌市交通局（札幌市営地下鉄）：イオン銀行・セブン銀行・北海道銀行・北陸銀行・北海道労働金庫・ゆうちょ銀行

### 東北地区
- 仙台市交通局（仙台市地下鉄南北線）：七十七銀行・仙台銀行・ゆうちょ銀行・東北労働金庫・セブン銀行
- 東日本旅客鉄道（JR東日本）：ビューアルッテ・みずほ銀行

### 関東地区
- 西武鉄道：イーネット[6]・ゆうちょ銀行[6]・みずほ銀行・三菱UFJ銀行
- 京成電鉄：アットバンク→ゆうちょ銀行[7]、イーネット[8]・みずほ銀行・三菱UFJ銀行・イオン銀行・千葉銀行
- 新京成電鉄：セブン銀行[9]・三菱UFJ銀行・千葉銀行・京葉銀行・ゆうちょ銀行・イーネット
- 北総鉄道：アットバンク→ゆうちょ銀行[10]、みずほ銀行
- 東葉高速鉄道：イーネット[11]・三井住友銀行・ゆうちょ銀行
- 千葉都市モノレール：セブン銀行・千葉銀行・中央労働金庫
- 東京都交通局（都営地下鉄）：新銀行東京（同行の経費削減策の一環として、2007年8月末をもってすべて稼働停止。撤去）→セブン銀行、みずほ銀行
- 東京地下鉄（東京メトロ）：イーネット・みずほ銀行・三菱UFJ銀行・三井住友銀行・りそな銀行・セブン銀行・千葉銀行・横浜銀行・中央労働金庫・ゆうちょ銀行（かつては新銀行東京のATMも設置されていたが、前述の東京都交通局同様撤去された）
- 京王電鉄：きらぼし銀行[12]・みずほ銀行・三菱UFJ銀行・セブン銀行・ゆうちょ銀行
- 東日本旅客鉄道（JR東日本）：ビューアルッテ・みずほ銀行・三菱UFJ銀行・千葉銀行・千葉興業銀行・横浜銀行・京葉銀行・木更津市農業協同組合
- 東京モノレール：みずほ銀行・三菱UFJ銀行・横浜銀行
- 東京臨海高速鉄道（TWR・りんかい線）：みずほ銀行
- 東武鉄道：セブン銀行・イオン銀行・ゆうちょ銀行・みずほ銀行・三菱UFJ銀行・三井住友銀行・りそな銀行・埼玉りそな銀行・足利銀行・千葉銀行・栃木銀行・埼玉縣信用金庫・中央労働金庫 など
- 東急電鉄：三菱UFJ銀行（神奈川県の一部と東京都の一部に設置。基本的にATMの稼働時間はメンテナンスタイムを除き、毎日午前5時から深夜1時までとなっている）
- 京浜急行電鉄：新生銀行（京急ステーションバンク。2009年3月31日をもってサービス終了[13]）→横浜銀行、セブン銀行[14]・みずほ銀行・三菱UFJ銀行
- 小田急電鉄：横浜銀行（ステーションATM プラスバンク）・みずほ銀行・三菱UFJ銀行
- 横浜市交通局（横浜市営地下鉄）：みずほ銀行・三菱UFJ銀行・りそな銀行・セブン銀行・横浜銀行・横浜信用金庫・中央労働金庫・ゆうちょ銀行
- 相模鉄道：横浜銀行（ステーションATM）・みずほ銀行・三井住友銀行・中央労働金庫・ゆうちょ銀行
- 小田急箱根：横浜銀行

### 信越地区
- 東日本旅客鉄道（JR東日本）：ビューアルッテ・みずほ銀行・新潟県信用農業協同組合連合会

### 北陸地区
- あいの風とやま鉄道：北陸銀行
- 西日本旅客鉄道（JR西日本）：セブン銀行[15]・北陸銀行・福邦銀行・のと共栄信用金庫・石川県信用農業協同組合連合会

### 東海地区
- 東日本旅客鉄道（JR東日本）：ビューアルッテ・みずほ銀行
- 長良川鉄道：めぐみの農業協同組合
- 静岡鉄道：ゆうちょ銀行（2018年1月時点では新静岡駅のみに設置）・静岡銀行
- 名古屋鉄道：イーネット[16]・三菱UFJ銀行・三井住友銀行・大垣共立銀行
- 名古屋市交通局（名古屋市営地下鉄）：イオン銀行・ゆうちょ銀行・三井住友銀行・三十三銀行[17]・百五銀行・名古屋銀行・愛知銀行
- 東海旅客鉄道（JR東海）：みずほ銀行・三菱UFJ銀行・大垣共立銀行・三十三銀行[18]・百五銀行・静岡県信用農業協同組合連合会・愛知県信用農業協同組合連合会・西美濃農業協同組合・尾張中央農業協同組合・豊橋農業協同組合
- 近畿日本鉄道：イーネット・ゆうちょ銀行・イオン銀行・三十三銀行[19]・百五銀行
- 四日市あすなろう鉄道：イーネット

### 関西地区
- 京都市交通局（京都市営地下鉄）：三菱UFJ銀行・三井住友銀行・京都銀行・セブン銀行・近畿労働金庫
- 叡山電鉄：京都中央信用金庫
- 阪急電鉄：池田泉州銀行（PatSat）・三菱UFJ銀行・京都中央信用金庫
- 阪神電気鉄道：池田泉州銀行（PatSat）・三菱UFJ銀行
- 北大阪急行電鉄：池田泉州銀行（PatSat）
- 京阪電気鉄道：京都銀行（ステーションATMエキバンク）・みずほ銀行・三菱UFJ銀行・三井住友銀行・セブン銀行・滋賀銀行・京都信用金庫・京都中央信用金庫
- 南海電気鉄道：東京スター銀行（駅の銀行ATM・ひきだし上手）→池田泉州銀行（NBANK PatSat）[20][21]、みずほ銀行・三井住友銀行・紀陽銀行
- 泉北高速鉄道：池田泉州銀行（NBANK PatSat）[22]、みずほ銀行・三菱UFJ銀行・三井住友銀行・りそな銀行・セブン銀行・紀陽銀行
- 近畿日本鉄道：アットバンク→イーネット・ゆうちょ銀行[23]、新生銀行（新生デイリーバンク）→セブン銀行、みずほ銀行・三菱UFJ銀行・イオン銀行・京都銀行・南都銀行・京都信用金庫・京都中央信用金庫
- 大阪市高速電気軌道 (Osaka Metro) ：池田泉州銀行（NBANK PatSat）[24]・三井住友銀行・りそな銀行
- 西日本旅客鉄道（JR西日本）：セブン銀行[25]・三井住友銀行・イオン銀行・滋賀銀行・京都銀行・紀陽銀行・みなと銀行・京都信用金庫・京都中央信用金庫・播州信用金庫・日新信用金庫・但陽信用金庫・京都農業協同組合
- 神戸市交通局（神戸市営地下鉄）：池田泉州銀行（PatSat）・セブン銀行・みなと銀行・ゆうちょ銀行
- 神戸電鉄：セブン銀行[26]・みなと銀行
- 山陽電気鉄道：ローソン銀行[27]・東京スター銀行

### 中国地区
- 西日本旅客鉄道（JR西日本）：セブン銀行[28]・イオン銀行・鳥取銀行・山陰合同銀行・中国銀行・広島銀行・山口銀行・トマト銀行・もみじ銀行・西京銀行・おかやま信用金庫・水島信用金庫・玉島信用金庫・広島信用金庫・西中国信用金庫・鳥取いなば農業協同組合・岡山市農業協同組合・ゆうちょ銀行

### 四国地区
- 四国旅客鉄道（JR四国）：セブン銀行[29]・阿波銀行・百十四銀行・伊予銀行・四国銀行・ゆうちょ銀行
- 高松琴平電気鉄道（ことでん）：セブン銀行[30]・百十四銀行
- 伊予鉄道：伊予銀行・愛媛銀行

### 九州地区
- 西日本旅客鉄道（JR西日本）：セブン銀行[31]・イオン銀行・佐賀銀行
- 西日本鉄道：福岡銀行・筑邦銀行・西日本シティ銀行・セブン銀行
- 九州旅客鉄道（JR九州）：アットバンク→イーネット[32]、三菱UFJ銀行・イオン銀行・福岡銀行・筑邦銀行・佐賀銀行・十八親和銀行・肥後銀行・大分銀行・宮崎銀行・鹿児島銀行[33]・北九州銀行・熊本銀行・大分県信用農業協同組合連合会・福岡京築農業協同組合
- 福岡市交通局（福岡市地下鉄）：三菱UFJ銀行・三井住友銀行・セブン銀行・イオン銀行・福岡銀行・佐賀銀行・西日本シティ銀行・福岡中央銀行・福岡市農業協同組合・ゆうちょ銀行
- 北九州高速鉄道：福岡銀行・北九州銀行

### 沖縄地区
- 沖縄都市モノレール（ゆいレール）：セブン銀行[34]・イオン銀行